# Duel (film, 2004)
Pour les articles homonymes, voir Duel (homonymie).
Duel (en persan : دوئل) est un film de guerre dramatique iranien, écrit et réalisé par Ahmad Reza Darvish, sorti en 2004.
Il est un des films les plus chers de l'histoire du cinéma iranien[réf. nécessaire].

## Fiche technique
- Titre : Duel
- Titre original : دوئل
- Réalisation et scénario : Ahmad Reza Darvish
- Pays d'origine :  Iran
- Format : couleur - Son : mono
- Genre : Guerre - Drame
- Durée : 137 minutes
- Dates de sortie :
  -  Iran : 2004

## Distribution
- Saeed Rad
- Pejman Bazeghi
- Parviz Parastui
- Hedieh Tehrani
- Parivash Nazarieh
- Anoushirvan Arjmand
- Kambiz Dirbaz
- Abolfazl Shah Karam
- Vahid Rahbani